# Rodange
Rodange är ort i kommunen Pétange i kantonen Esch-sur-Alzette i Luxemburg. Rodange ligger 300 meter över havet och antalet invånare är 4 683.